# Miguel Nolla
Miguel Nolla Bruget (Reus (Tarragona) 1815 - Meliana (Valencia) 1879) fue el fundador de la Fábrica de Mosaicos Nolla, situada en Meliana (Valencia). Sus productos se comercializaron en todo el mundo, y su empresa fue una referencia industrial en España durante la segunda mitad del siglo XIX.

## Reseña biográfica

### Biografía
Tomás Miquel Joseph Nolla Bruget nace el 22 de mayo de 1815 en Reus, en una familia de comerciantes textiles. Este vínculo con el mundo empresarial, en el que estuvo inmerso desde su juventud, le proporcionó una visión afinada de los negocios, como demostró posteriormente su trayectoria. Estudió en Escuelas Pías hasta los 15 años, edad en la que a petición paternal, empezó a implicarse más activamente en el negocio familiar. Seguirá vinculado durante muchos años al negocio textil, teniendo telares hasta 1866, incluso en las propias instalaciones de la fábrica de mosaicos de Meliana. En 1835 se trasladó a Valencia para encargarse del desarrollo de una tienda de telas, situada en la calle La Paz.
Rápidamente se hizo un sitio en la sociedad burguesa local. Pero será su matrimonio con Juana Sagrera Guix, hija de una destacada y acaudalada familia valenciana, lo que le proporcionará en 1839 una situación definitivamente asentada entre la más alta sociedad de la capital.
La pareja tuvo tres hijos: Miguel, Luis y Ana María. La familia política de Miguel Nolla desempeñará un papel fundamental, dado que para crear sus primeros negocios propios, el empresario se unió a su cuñado y su suegra. La asociación con Luis Sagrera perduró durante más de una década y una de las dos primeras medallas de importancia, recibidas por Nolla en la Exposición Universal de París de 1867, estará estampada a nombre de Nolla y Sagrera.
Miguel Nolla no se limitó a desarrollar negocios en la ciudad, lo cierto es que se implicó directamente en numerosas instituciones locales, como el Ateneo, con el claro objetivo de situarse en una posición de control, facilitando los contactos y gestiones relacionadas con las necesidades de sus negocios, principalmente en lo relativo a transporte y venta.
Así vemos que en 1860 es Prior del Tribunal de Comercio de Valencia, a la vez que Director de la Sociedad Valenciana de Seguros Marítimos. Estos puestos le permitirán tener acceso al puerto, salida fundamental de sus productos con destino a las colonias y al resto del mundo. Queda patente que la difusión de los mosaicos Nolla fue internacional, viéndose ejemplos alrededor de todo el planeta, aunque su mercado principal fue Europa y América.
Esta posición privilegiada hace de Miguel Nolla una personalidad relevante en Valencia, aunque su influencia es aún mayor en Meliana, donde su implicación económica, tanto a través de la fábrica como por sus aportaciones personales al municipio, le proporciona un gran prestigio.
Miguel Nolla Bruget fallece el 25 de abril de 1879 en Meliana con 64 años y tiene un funeral en Valencia, antes de ser enterrado en el cementerio municipal de la localidad. Había alcanzado una gran fama a nivel nacional y numerosos periódicos se hicieron eco de la noticia.
Después de su muerte, sus hijos se harán cargo de la empresa, desde entonces y hasta su venta a principios del siglo XX, bajo el nombre Hijos de Miguel Nolla.

## Ortografía
La ortografía exacta es objeto de debate, por las distintas formas que constan en la documentación histórica. Se conocen tres variantes del segundo apellido de Miguel Nolla: Bruget, Bruguet y Bruixet. Sin embargo, solamente la primera de ellas se ha visto utilizada en documentos oficiales. Las dos otras -y especialmente la forma Bruixet- constituyen unas variantes que aparecen en artículos de prensa o documentos no vinculantes. Se entiende perfectamente que pueda tratarse de variaciones originadas por cuestiones de pronunciación o de adaptación. Así, vemos también que se utiliza exclusiva y sistemáticamente el segundo nombre -hecho común en la época- castellanizado Miguel, incluso en los documentos más importantes como pueden ser las actas notariales o las solicitudes de privilegios. Por lo tanto, se considera la ortografía Miguel Nolla Bruget como la correcta. Por lo contrario, observamos que los hijos de Miguel Nolla Bruget, Miguel y Luis Nolla Sagrera, poseen como tercer apellido Bruguet, con la presencia de la -u-.

## Una personalidad paradójica
La personalidad de Miguel Nolla es compleja. Empresario pragmático, eficaz y frío, aplica en su fábrica medidas de optimización y de control que le permiten llevar a cabo, con abrumador éxito, un proyecto de gran complejidad técnica y organizativa. Pero al mismo tiempo demuestra una personalidad paternalista con sus trabajadores, poniendo en marcha unas medidas de bienestar desconocidas en la época.
Asimismo tendrá una gran devoción religiosa, un profundo arraigo familiar, lo que no le impedirá hacer encerrar a su mujer en el centro de salud mental de San Baudilio de Llobregat, pudiendo de este modo tomar las riendas del negocio con su cuñado. El que será conocido como el “caso Sagrera” causó un gran revuelo en la década de los años 1860, y constituye el objeto de varios estudios e investigaciones. Después de dos años internada, Juana Sagrera fue finalmente declarada sana, gracias a la implicación de notables valencianos, en particular la de su padrino Gaspar Dotres, y la participación de varios expertos en psiquiatría, españoles y franceses.
Así, encontraremos siempre una mezcla paradójica de humanismo y de control, de sensibilidad y de frío pragmatismo en el empresario.

## Actividad empresarial

### El éxito profesional
La primera evidencia del éxito de Miguel Nolla es su nutrida red de contactos, al más alto nivel, que queda patente tras analizar el listado de personajes famosos que visitaron el Palauet. Gran parte de dichas relaciones fueron facilitadas por el propio General Prim, amigo del empresario, ambos originarios de Reus.
Nolla empieza su vida en el marco del negocio familiar. Pero no se limita a ampliarlo en Valencia, sino que pone en pie o participa en varios negocios nuevos, que conocerán un evidente éxito. Uno de los primeros será, tras la muerte de Francisco Sagrera (1840), la sociedad mercantil Viuda de Sagrera y Nolla, que incluyó a Ana María Guix, Luis Sagrera y Miguel Nolla. Tras el fallecimiento de la primera en 1852, se crea la sociedad Nolla y Sagrera, la cual se disuelve 15 años más tarde.
Otro proyecto de gran importancia fue La Industrial Valenciana, ubicada en Patraix. En ella participaban, además de Miguel Nolla y Luis Sagrera, Francisco Moltó y Gaspar Dotres. Dicha empresa estaba dedicada a la fabricación de productos cerámicos para la construcción, de alfarería y de mosaicos, y le permitió realizar sus primeras pruebas de teselas con arcilla prensada. Los materiales producidos allí destacaron, por ejemplo, en la Exposición Industrial de 1858.
La vida empresarial de Miguel Nolla conoce sin duda su momento de mayor gloria cuando, en septiembre de 1871, el Rey de España Amadeo I de España acude a Meliana para condecorarle con la Gran Cruz de Isabel la Católica, reconociendo su labor y su mérito empresarial. Los periódicos relatan con esmero todos los detalles de la visita y de la estancia del monarca. El evento marcaría un punto de inflexión en el desarrollo de la fábrica.
Cabe destacar un hecho notable, que revela su profunda consideración para sus empleados: junto con él, se verán laureados también –aunque con un grado menor- varios de los trabajadores de la empresa, compartiendo así este gran honor.
Sin embargo, disponer de un material de una gran belleza, de una calidad unánimemente reconocida, y de operarios cualificados para transformar estos miles de piezas en composiciones complejas es una condición necesaria, pero no suficiente para conseguir el éxito comercial de un producto. ¿Cómo lo consiguió Nolla? Gracias a un conjunto de elementos, que ponen de relieve su espíritu innovador, tanto en los temas técnicos o comerciales como en los humanos.

### Un personaje clave para Meliana
Miguel Nolla poseía su residencia principal en la ciudad de Valencia. Pero es en Meliana donde su presencia era la más destacable, principalmente por su contribución a la economía local. Además de suponer un importante sector de empleo, una inyección de dinero en el ámbito doméstico, los impuestos o aportaciones excepcionales le situaban entre los notables más influyentes del municipio. En efecto, cuando se requieren capitales, el gobierno local no duda en solicitarle. Así lo atestiguan los registros de la época, conservados en el archivo municipal, pero también los periódicos e incluso los testimonios.
El empresario participa en la vida de la parroquia, y colabora también con otras cercanas, regalando por ejemplo los suelos de las iglesias. Será el caso de la iglesia del Santísimo Sacramento de Almàssera, cuyas obras visitará incluso el rey Amadeo de Saboya tras su visita a la fábrica, en el camino de vuelta a Valencia. Un poeta local nos dejó unos versos que lo ponen de manifiesto.